# Banco Federal
El Banco Federal fue una institución financiera venezolana de capital privado con base en Caracas. Era, para el momento de su intervención por parte del Ejecutivo Nacional y SUDEBAN en 2010, el octavo banco más grande del país y estaba ubicado dentro del estrato mediano según SUDEBAN. Era uno de los pocos bancos venezolanos que todavía se mantenía como banca comercial y no como banca universal.

## Historia
Fue fundado el 23 de abril de 1982 como Banco de Fomento de Falcón con sede en Coro, Estado Falcón. Durante dos años inauguró nuevas agencias en el nor-occidente del país y en Caracas, luego en 1986 decidió cambiar su nombre a Banco Federal. En esa etapa de crecimiento cambió su sede central de Coro a Caracas ubicada en el sector financiero de El Rosal. Para el año 2007 contaba con 157 agencias en todo el país.
Hasta 1994 formaba parte del Grupo Financiero CREMERCA que incluía la Sociedad Financiera Cremerca, Arrendaven y el banco hipotecario Inverbanco. Todo ello desapareció en la crisis bancaria de ese año, más sólo el banco logró sobrevivir a la misma. 
El 14 de junio de 2010, la Superintendencia de Bancos intervino la institución a puertas cerradas (es decir, suspendiendo las operaciones)), alegando que la misma "no cumplió con el aumento del capital social, solvencia en déficit del saldo mínimo de encaje legal requerido por el Banco Central de Venezuela, el incremento de sus activos líquidos, mejoras de la actividad de intermediación financiera ni la constitución de provisiones." El presidente del banco, Nelson Mezerhane aseguró que esta era una medida del gobierno de Hugo Chávez para doblegarlo, ya que él es también accionista y director del canal de noticias Globovisión, que se caracteriza por tener una línea editorial opositora al presidente Chávez. Mezerhane acusó directamente a José Vicente Rangel, Mario Silva y Alberto Nolia, todos ellos conductores de programas televisivos de opinión, de haber iniciado una campaña sucia en contra de su banco. También responsabilizó al presidente Chávez, quien seis meses antes había declarado en televisión que el banco Federal había "tenido programas graves", de haber propiciado con estas declaraciones la pérdida del 45% de sus depósitos en dos semanas y media. Tres días antes de la intervención, un tribunal venezolano había ordenado la detención de otro accionista de Globovisión, Guillermo Zuloaga, y su hijo, por la acusación de supuestamente haber cometido usura. Zuloaga ya había sido arrestado unas semanas atrás por supuestamente haber intentado "criminalizar y dañar la imagen" del presidente Chávez, pero había sido liberado poco después.
El 2 de julio de 2010, la fiscal general venezolana, Luisa Ortega Díaz, solicitó a la Interpol el arresto de Mezerhane, acusándolo de haber robado dinero de los ahorristas. Mezerhane, que se encontraba en Estados Unidos desde hace varios meses, aseguró que no regresaría a Venezuela porque no sería juzgado debidamente. Zuloaga, otro accionista de Globovisión al igual que Mezerhane, tuvo un juicio abierto en su contra ese mismo año. Chávez declaró que si estos accionistas no se presentan ante los tribunales venezolanos, el Estado venezolano podría apoderarse de las acciones del canal Globovisión.
El 10 de agosto de 2010, el ministro de Planificación y Finanzas Jorge Giordani, anunció la liquidación del Banco Federal, así como la venta parcial de sus activos para pagar a los ahorristas. Visto el alto riesgo de liquidez que presentaba desde mayo de 2010 decidió la Superintendencia de Bancos nombrar una junta interventora. publicado en la gaceta oficial N° 5978 del 10 de agosto
Con su desaparición queda finalmente eliminada del país la figura de los Bancos Comerciales.